# Kerkhof van Gijzelbrechtegem
Het Kerkhof van Gijzelbrechtegem is een gemeentelijke begraafplaats in het Belgische dorp Gijzelbrechtegem, een deelgemeente van Anzegem. Het kerkhof ligt in het dorpscentrum rond de Sint-Mattheüskerk.

## Britse oorlogsgraven
Op het kerkhof liggen 5 Britse gesneuvelden uit de Tweede Wereldoorlog. Zij waren leden van het Britse Expeditiekorps die strijd leverden tegen de oprukkende Duitse troepen. Zij sneuvelden op 21 mei 1940 tijdens de terugtrekking van hun korps naar Duinkerke. Hun graven worden onderhouden door de Commonwealth War Graves Commission en zijn daar geregistreerd onder Gijzelbrechtegem Churchyard.